# Großdolmen von Pöglitz

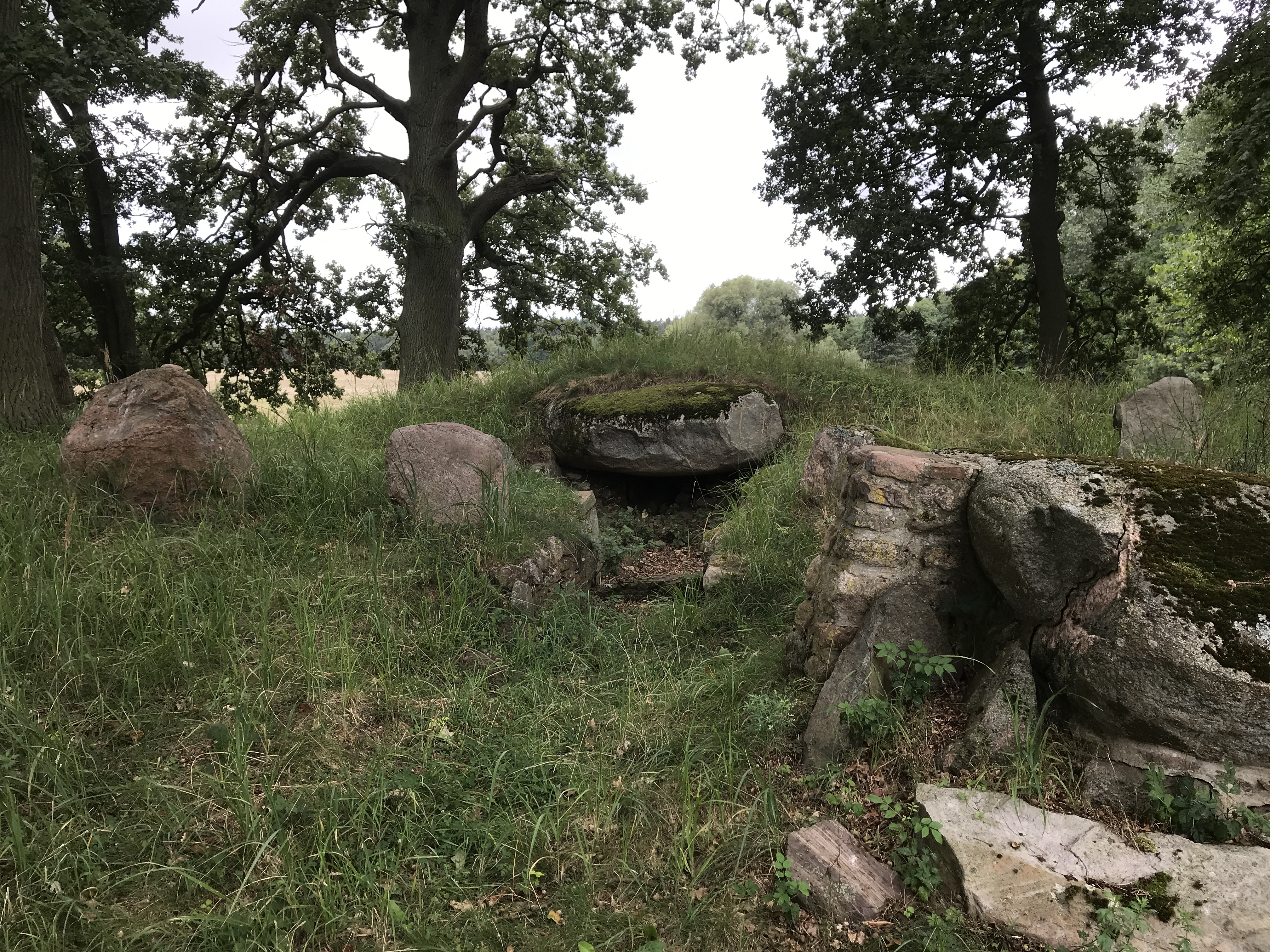
Großdolmen

Der Großdolmen von Pöglitz in Gremersdorf-Buchholz bei Grimmen, im Landkreis Vorpommern-Rügen in Mecklenburg-Vorpommern – ohne Sprockhoff-Nr. – gehört zu einer Gruppe von fünf mehrheitlich stark gestörten Megalithanlagen, westlich der Straße L 22 zwischen Rekentin und Pöglitz. Das Großsteingrab entstand zwischen 3500 und 2800 v. Chr. in der Jungsteinzeit als Megalithanlage der Trichterbecherkultur (TBK).
Die völlig fundlos gebliebene Anlage wurde von Ewald Schuldt ausgegraben und rekonstruiert. Der Großdolmen liegt als Querlieger in einem etwa 25,0 m langen, Nord-Süd orientierten, trapezförmigen Hünenbett mit etwa 5,0 Metern Breite am nördlichen und 9,0 Metern am südlichen Ende. Die Einfassung bestand aus 41 Steinen, von denen 21 erhalten sind. Bei den außerhalb des Hünenbettes in der Verlängerung der Längsseiten stehenden großen Steinen handelt es sich um Wächtersteine, von denen die Anlage an beiden Schmalseiten zwei besaß.
Die rechteckige, Ost-West orientierte etwa 5,0 m lange und 2,0 m breite Kammer ist etwa 1,8 m hoch. Das Ende der Kammer ist aus kleinen Steinen rekonstruiert, an den Langseiten sind je drei Tragsteine erhalten. Der 1,2 m lange koaxiale Zugang zur Kammer bildet mit kleineren Steinen, einen von zwei Schwellensteinen begrenzten Windfang. Einer von ursprünglich drei Decksteinen liegt mittig auf der Kammer.
Am südöstlichen Ende des Hünenbetts steht ein großer, mit zwei Reihen von Keillöchern versehener, zerbrochener Stein. Der Spaltversuch wurde aufgegeben. Der Größe nach könnte es sich um einen ehemaligen Deckstein handeln.